# 河伯 (朝鮮)
河伯（かはく、ハベク、하백）は、古代朝鮮の三国時代の神話に登場する鴨緑江の神。また、別の文字で河泊（かはく、ハバク、하박）、朝鮮語で"明るい日"の意味の해밝（へバルク）という名前でも知れてる。高句麗の神話によると、この河伯は高句麗及び夫余建国者の母方の祖父である。

## 神話
朱蒙の母である河伯の娘である柳花夫人（ユファ）は、太白山の南を流れる優渤水にいたところ、夫余の金蛙王（きんあおう）と出会ったが、柳花の「遊びに出た先で、天帝の子を自称する解慕漱（かいぼそう、ヘモス）に誘われ付いて行くと中々帰して貰えず、両親一族の怒りを買ってしまい仕方なく此処に住んでいます」という話を疑った金蛙によって部屋へ閉じ込められていたところ、日光が柳花を照らし身を引いて避けても日光は追ってきて柳花を身篭らせ、やがて柳花は大きな卵を産んだ。

## 影響
桓武天皇は即位間もなく、天応元年（781年）4月に母・新笠を皇太夫人とし、従兄弟にあたる和家麻呂は異例の出世を遂げ、祖母方の土師氏も、大枝（大江）朝臣・菅原朝臣などの姓を賜った。延暦8年12月28日（790年1月）に母・新笠が薨ずると皇太后位を贈り、延暦9年（790年）1月に新笠を葬る前日、和氏は百済武寧王の子孫であり、百済王族の遠祖である都慕王（東明王）は河伯の娘が日光により身籠ったものであるとして、これにちなんで新笠に「天高知日之子姫尊」の諡号を贈った。さらに、同年2月に「百済王氏は朕の外戚である」と詔を発し、百済王氏の位階を進めた。百済王氏を外戚と称することで、母・新笠の出身氏族を名目上高貴なものにし、その結果母の身分を上昇させようとした、と考えられる。在位中、百済王氏が本拠としていた交野にたびたび狩猟のため行幸し、百済王氏を重用した。また、後宮に百済王氏の教法・教仁・貞香を召しいれ、百済王明信を尚侍としている。

## 中国の河伯との関係
中国神話では河伯（かはく、ホーポー、Hébó）という別の人物が登場する。だが、中国の河伯は朝鮮の河伯と違って鴨緑江ではなく黄河の神とされている。その理由は昔の高句麗は鴨緑江を靑河（せいが、チョンハ、청하）と呼んだ事があって朝鮮神話の河伯の「河」は黄河ではなく靑河を指すと思われている。そして名前が同じだけ、他の人物と考えられる。朝鮮の河伯は固有の三つの名前で記録されたことを考えると、彼は中国神話から影響を受けた高句麗の神と思われる。
日本神話の河川をつかさどる神である「川之神」（かわのかみ）または「河伯」（かはく）も似たような関係である。